# Formostenus aciculatus
Formostenus aciculatus là một loài tò vò trong họ Ichneumonidae.